# Wetschaft
Die Wetschaft ist ein 29 km langer, orografisch linker Nebenfluss der Lahn in den hessischen Landkreisen Waldeck-Frankenberg und Marburg-Biedenkopf.

## Geographie

### Verlauf

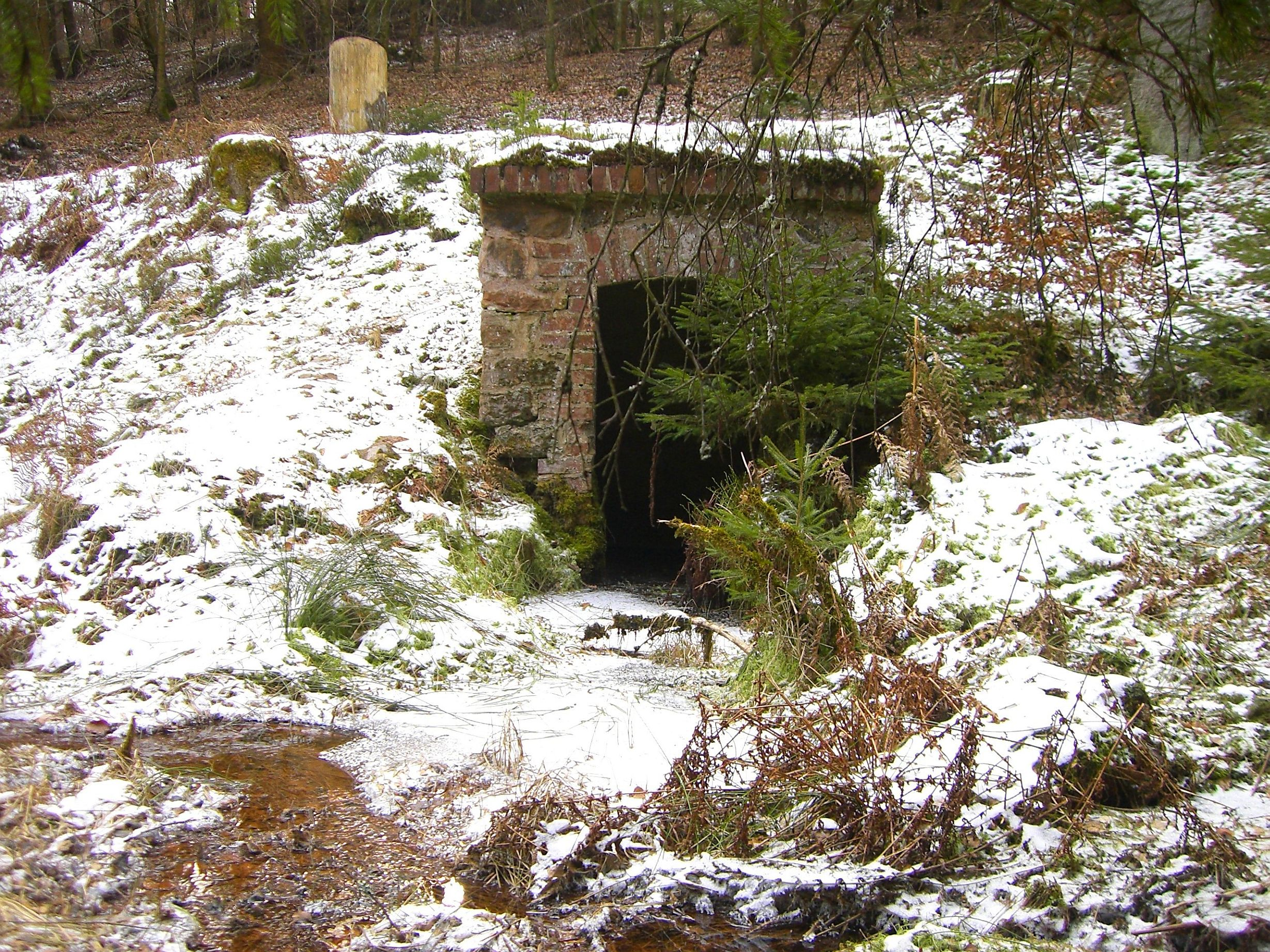
Wetschaftsquelle am Landgrafenborn

Die Wetschaft entspringt im Burgwald an der Südostflanke des Wasserbergs, etwa 2 km südöstlich von Roda. Ihre Quelle, der Landgrafenborn, liegt auf einer Höhe von 360 m ü. NHN. Von ihrer Quelle nach Südosten abfließend wendet die Wetschaft sich nach kurzem Lauf nach Westen und wenige Kilometer weiter nach Norden. Nachdem Roda durchflossen wurde, wendet sich der Fluss in einem weiten Bogen nach Süden. Ab Ernsthausen in südlicher Richtung fließend passiert der Fluss noch dessen westliche Begrenzung, danach Münchhausen, Simtshausen und Todenhausen.

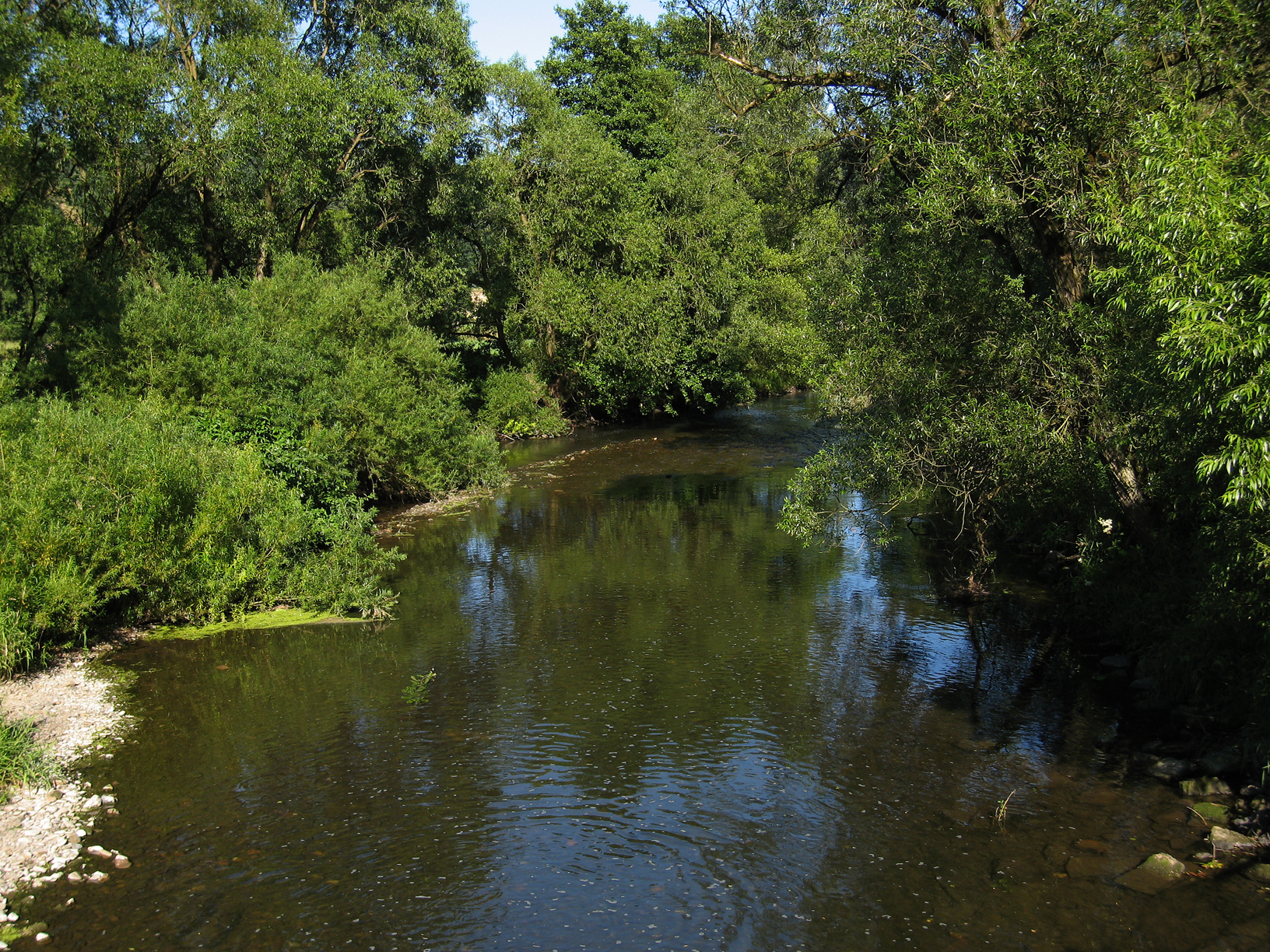
Von links mündet die Wetschaft in die Lahn

Nach dem Zufließen des mit Abstand wasserreichsten Nebenflusses Treisbach von rechts bzw. Westen passiert die Wetschaft, die hierdurch ihre Wassermenge mehr als verdoppelt hat, noch Wetter und Niederwetter, um südöstlich von Lahntal-Göttingen auf 192 m ü. NHN linksseitig in die Lahn zu münden.
Auf ihrem 29 km langen Weg überwindet die Wetschaft einen Höhenunterschied von 168 m, was einem mittleren Sohlgefälle von 5,8 ‰ entspricht. Dabei entwässert sie ein 196,204 km² großes Einzugsgebiet über Lahn und Rhein zur Nordsee.

### Nebenflüsse
Nachfolgend werden die Zuflüsse vom Quellgebiet aus bis zur Mündung in die Lahn aufgezählt. In Klammern werden dabei die Zuflussseite, die Länge des Gewässers, sein Einzugsgebiet sowie, falls bekannt, sein mittlerer Abfluss aufgeführt.
- Schafterbach (rechts; 2,6 km, 2,2 km²)
- Senkelbach (rechts; 5,5 km, 5,5 km²)
  - Langer Grund (rechts zum Senkelbach; 1,6 km, 3,1 km²)
- Wollmar (rechts; 9,6 km, 27,6 km², 278 l/s)
  - Bach vom Lichternberg, (links zur Wollmar; 3,4 km)
  - Langengrund (rechts zur Wollmar; 2,1 km)
- Silberbornbach (Hutschbach) (links; 2,7 km, 4,8 km²)
- Bach von Obersimtshausen-West (rechts; 1,1 km, 1,8 km²)
- Bach vom Christenberg (Bach von Obersimtshausen-Ost) (links; 5,9 km, 6,8 km²)
- Treisbach (rechts, 17,2 km, 68,2 km², 810 l/s)
  - Bambach (von rechts zum Treisbach; 4,6 km)
  - Asphe (von links zum Treisbach; 10,5 km, 23,1 km², 234 l/s)
- Mellnau (links; 7,3 km; 8,8 km²)
- Rosphe (links; 8,2 km, 18,6 km², 76 l/s)
  - Rosphequelle (rechts zur Rosphe; 1,4 km)
  - Bach vom Bachtenberg (rechts zur Rosphe; 3,9 km)

### Hauptfluss
Zwar ist der Treisbach beim Zusammenfluss mit der Wetschaft etwas kürzer (17,2 km gegenüber ca. 20 km) und verfügt über ein etwas geringeres Einzugsgebiet (68,2 vs. 87,4 km²), jedoch ist sein Abfluss mit 810 l/s höher als der der Wetschaft (666 l/s) zu diesem Zeitpunkt. Daher kann die Mündung als ein gleichberechtigter Zusammenfluss der beiden Hauptarme angesehen werden, deren Einzugsgebiete sich auch naturräumlich deutlich unterscheiden; die Wetschaft entwässert primär den zum Westhessischen Bergland zu rechnenden Burgwald, der Treisbach die dem Süderbergland zugerechnete Sackpfeife nebst Vorhöhen.
Die beiden Flüsse Treisbach (mit Asphe) und Wollmar nehmen zwar nur 49 % des Einzugsgebietes der Wetschaft ein, führen aber mit zusammen 1088 l/s 64 % des Gesamtwassers. Dieses ist u. a. der Tatsache geschuldet, dass sie einer höher gelegenen Region (bis 674 m gegenüber um 400 m) entspringen.

## Umwelt

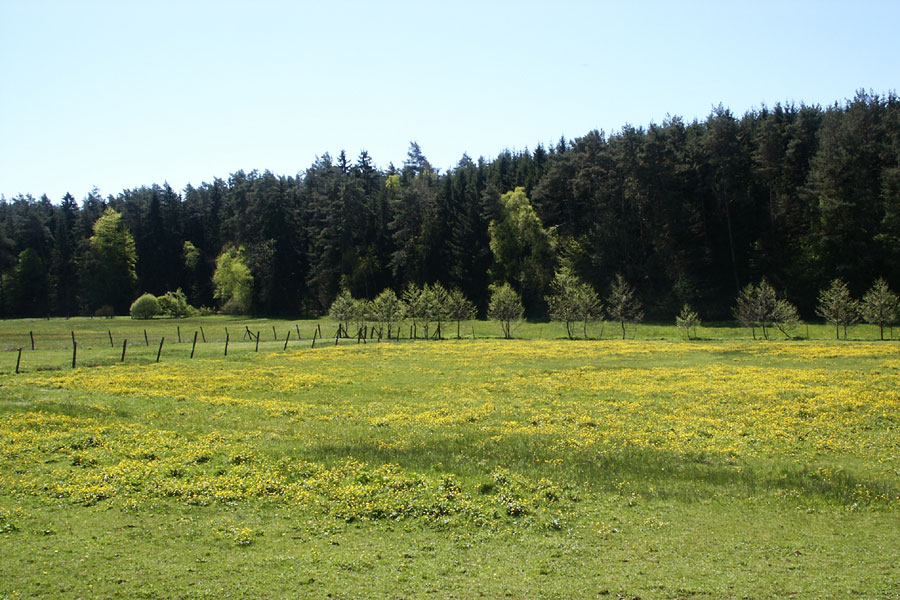
Sumpfdotterblumenwiese im Biotop-Verbundsystem Oberes Wetschafttal zwischen Ernsthausen und Roda
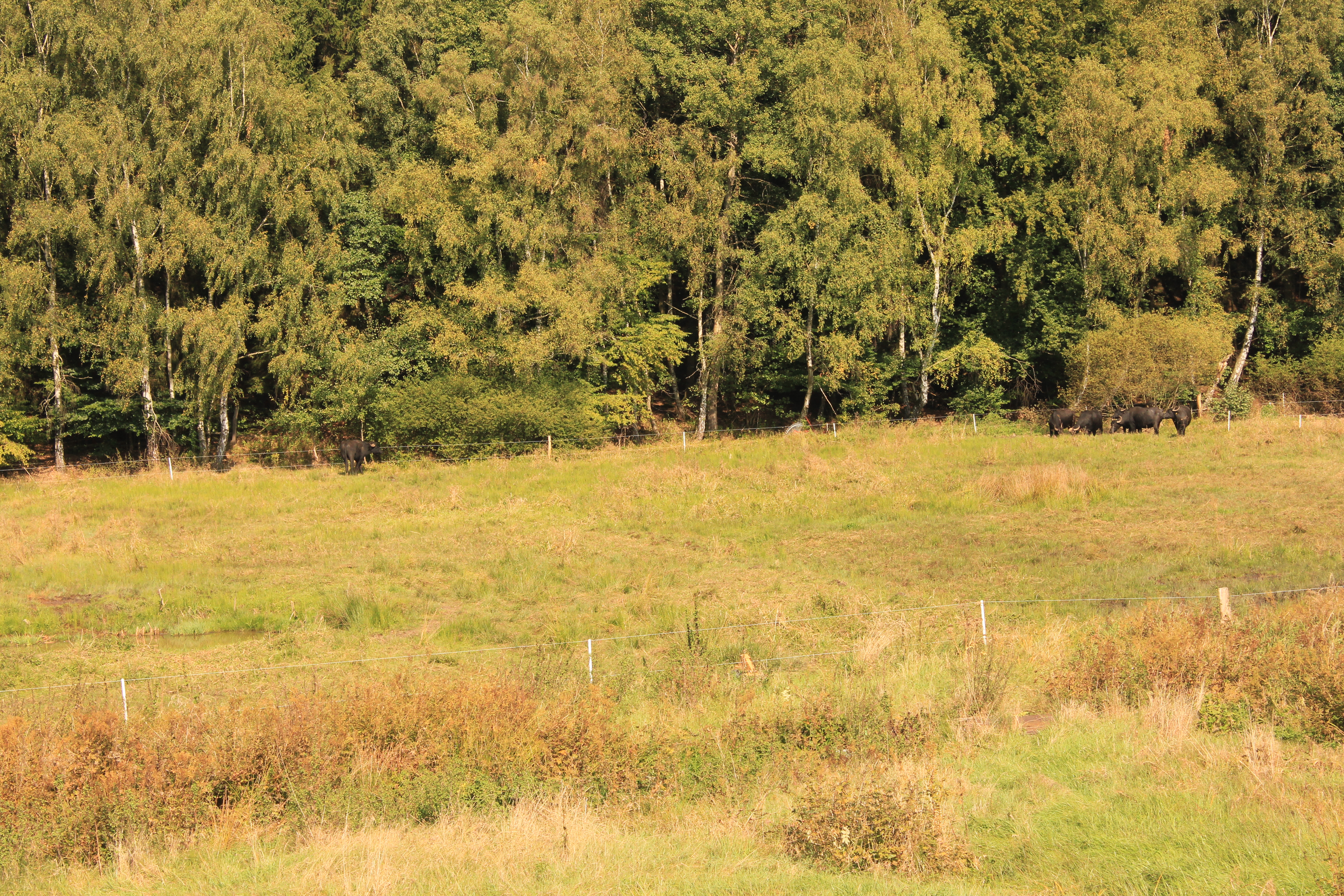
Wasserbüffel im Rodaer Henzeried, im Vordergrund fließt die Wetschaft

Die Wetschaft zählt bis zur Einmündung des Treisbachs zu den feinmaterialreichen, silikatischen Mittelgebirgsbächen (Gewässertyp 5.1), unterhalb davon als silikatischer Mittelgebirgsfluss (Gewässertyp 9).
Im oberen Abschnitt zwischen Roda und Ernsthausen wurde das Biotopverbund-System „Oberes Wetschafttal“ eingerichtet. Durch extensive Pflege von Feuchtwiesen und das Anlegen neuer Biotope (zum Beispiel durch die Neuanlage von Weihern durch Sprengung, Beweidung mit Wasserbüffeln oder die Wiederherstellung von Mooren) soll der in den vergangenen Jahrhunderten durch intensive landwirtschaftliche Nutzung zurückgedrängten standorttypischen Flora und Fauna ihr angestammter Lebensraum zurückgegeben werden.

## Name
In Anbetracht des Ortsnamens Wetter (um 850 Wetrehen) dürfte der ursprüngliche Name zumindest nach dem Zusammenfluss von Wetschaft und Treisbach *Wetera/*Wetra gelautet haben, das sich vom germanischen *watar „Wasser“ ableitet. Spekulativ könnte der Name *Wetis-affa(> Wetschaft) zunächst nur für den Oberlauf gegolten haben.

## Verkehr
Durch das Tal der Wetschaft verlaufen die Burgwaldbahn Marburg-Frankenberg, die Bundesstraße 252 und der Lahn-Eder-Radweg.